# Астральные мифы

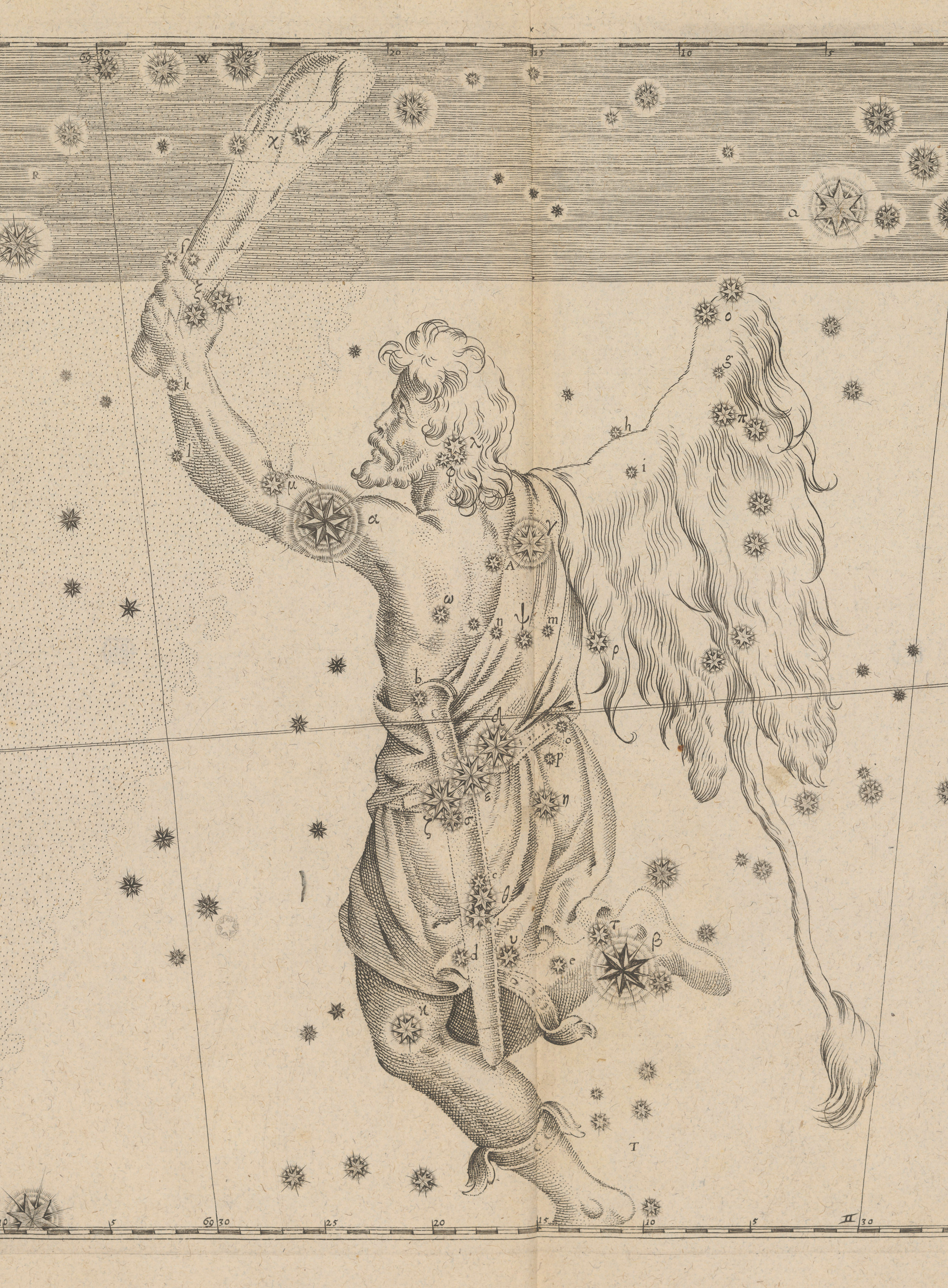
Созвездие Ориона — в греческой мифологии охотник Орион после смерти был помещен богами среди созвездий.

Астральные мифы (от др.-греч. ἄστρον «звезда») — группы мифов, связанных с небесными телами — как со звездами, созвездиями и планетами (собственно астральные мифы), так и с солнцем и луной (солярные и лунарные мифы). Астральные мифы присутствуют в культурах различных народов мира и зачастую связаны с астральными культами, однако в корпусы астральных мифов входят и мифы, не имеющие религиозного характера.
Для типологически ранних астральных мифов, ассоциированных с неземледельческими культурами, типично большее внимание к «неподвижным звёздам», связываемым с мифами о небесной охоте.
Наиболее развитые комплексы астральных мифов сложились в мифологиях сельскохозяйственных цивилизаций Древнего Египта, Вавилона и культур Мексики, в которых астрономические наблюдения тесно были связаны календарём и, соответственно, с сельскохозяйственными циклами. Для астральных мифов этих культур характерно повышенное внимание к «подвижным» небесным телам — Солнцу, Луне и «блуждающим звездам» — планетам.
Так, в вавилонской мифологии основные божества были ассоциированы с семью видимыми невооруженным глазом «подвижными» светилами и их число соответствовало числу дней в вавилонской неделе, которая распространилась в Римской империи со времен Августа.
| Божество   | Планета  | День недели | Латинское название |
| ---------- | -------- | ----------- | ------------------ |
| 1. Шамаш   | Солнце   | воскресенье | Dies Solis         |
| 2. Син     | Луна     | понедельник | Dies Lunae         |
| 3. Нергал  | Марс     | вторник     | Dies Martis        |
| 4. Набу    | Меркурий | среда       | Dies Mercurii      |
| 5. Мардук  | Юпитер   | четверг     | Dies Jovis         |
| 6. Иштар   | Венера   | пятница     | Dies Veneris       |
| 7. Нинурта | Сатурн   | суббота     | Dies Saturni       |

Эти названия дней недели по именам божеств-светил унаследованы в языках европейских народов, находившихся под влиянием римской культуры.
Концепция о божественности небесных светил и, соответственно, божественном их влиянии на земные дела, стала основой вавилонских гадательных практик, основанных на расположении светил-божеств, которым приписывались те или иные свойства и, соответственно, влияния на земную жизнь. Аналогичные воззрения были распространены и в эллинистическом Египте. Так, Плутарх отмечает:

Халдеи же утверждают, что из планет, которые они называют богами-покровителями, две приносят добро, две — зло и три являются средними, обладая обоими качествами.
…
есть люди, которые прямо утверждают, что Осирис — это солнце и что эллины называют его Сириус … Они же доказывают, что Исида — не что иное как луна. Поэтому-де изображения её с рогами являются подобиями лунного серпа, а черные покровы символизируют затмения … Поэтому луну призывают в любовных делах, а Эвдокс говорит, что Исида повелевает любовью.

Астральные мифы в этих воззрениях смыкались с календарными мифами, когда взаимное расположение небесных светил связывалось с событиями на земле:

«В священных гимнах Осириса жрецы призывают его как укрытого в объятиях солнца, а на тринадцатый день месяца Эпифи, когда луна и солнце оказываются на одной прямой, они празднуют день рождения очей Гора, потому что не только луну, но и солнце считают оком и светом Гора».

Эти воззрения были заимствованы греческой и индийской культурами в форме астрологии.